# DEA (学位)
DEA（フランス語: diplôme d’État d’ambulancier）は、フランスの医療、特に救急に関するディプロマ（国家資格）である。なお、DEAと略されるフランスの学位には、現在は廃止された（フランス語: diplôme d’études approfondies）がある。

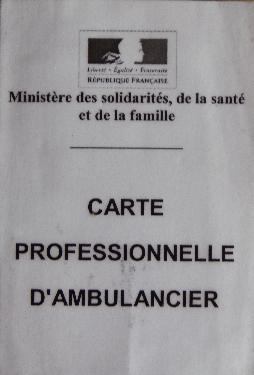
DEAのサンプル

以下は、（フランス語: diplôme d’État d’ambulancier）の説明である。

## 取得資格
DEAの取得資格を得られるには、3段階のテストを経る必要がある。
- 最低1ヶ月以上の実務経験をしていること（救急救命士の訓練を最低1ヶ月以上経験している場合は、このテストは不要である。）
- 筆記試験（バカロレアレベル4を修了している場合は、このテストは不要である。）
- 口述試験（救急救命士の訓練を最低12ヶ月以上経験している場合は、このテストは不要である。）

## カリキュラム
DEAを取得するためには、8つの単位と2段階の救急救命士の実務体験を経なければならない。
18週間ならびに5週間の現場研修を必要とする(国立教育・職業情報機構（ONISEP）の情報)。

### 単位
1. 非常事態訓練（Gestes d'urgence）
2. 臨床実験（État clinique）
3. 衛生学・予防学（Hygiène et prévention）
4. 生物工学（Ergonomie）
5. 人間関係とコミュニケーション（Relation et communication）
6. 安全な医療輸送法（Sécurité des transports sanitaires）
7. 情報伝達と経営管理（Transmission des informations et gestion administratives）
8. 法律とプロへの価値（Règles et valeurs professionnelles）

### 実務研修
病院実務研修と救急車による搬送実務研修の両方を経なければいけない。